# Му та Ципа
Му та Ципа (англ. Cow and Chicken) — американський анімаційний комедійний телесеріал, створений Девідом Файсом для Cartoon Network. Транслювався упродовж чотирьох сезонів (у 1997—1999 роках). Серіал присвячений сюрреалістичним пригодам брата з сестрою, корівки Му та курчати Ципи. Героям протистоїть Червоний Хлопець, мультяшна версія Диявола, що кожної серії перевтілюється у різних персонажів, аби надурити протагоністів.
Оригінальний пілот побачив світ як епізод анімаційного шоу «What a Cartoon!». Популярність оригінальної анімації дозволила Hanna-Barbera Cartoons дати зелене світло повнометражному серіалу, прем'єра якого відбулася 15 липня 1997 року. Спочатку «Му та Ципа» були об'єднані з іншим сегментом під назвою «Я — Візл», який пізніше виділився у власний серіал 10 червня 1999 року. Обидва серіали стали останніми програмами на телеканалі, які вироблялися виключно Hanna-Barbera. Серіал був номінований на дві премії «Еммі». 
В Україні Му та Ципа транслювався на Новому каналі.

## Персонажі
Серіал розказує про сестру та брата — тварин, у яких батьки люди.
- Му (озвучує Чарльз Адлер(інші мови)) — одна з двох головних персонажів. Її вага 600 фунтів, а вік 7 років. Брат, зазвичай, принижує її інтелект, однак при цьому Му часто демонструє у себе зовсім неочікувані таланти.
- Ципа (озвучує Чарльз Адлер) — старший, 11-річний брат Му. Часто потрапляє в історії, з яких його виплутує молодша сестра, в образі Супер Му.
- Червоний хлопець (озвучує Чарльз Адлер) — зазвичай з'являється в образі представників влади та втягує Му та Ципу у неприємності.
- Флем (озвучує Говард Морріс(інші мови)) — найкращий друг Ципи. Губи у нього завжди нафарбовані, але, попри це, всі вважають його дуже гидким.
- Ерл (озвучує Ден Кастелланета) — друг Ципи, який носить брекети.
- Батько (озвучує Ді Бредлі Бейкер) — батько Ципи та Му, якого ніколи не показують вище поясу.
- Мама (озвучує Кенді Міло(інші мови)) — мама Ципи та Му. Іноді здається, що вона божевільна.